# Gaspare Abbati
Gaspare Abbati (* 1821 in Foligno, Kirchenstaat; † 23. März 1885 in Foligno, Königreich Italien) war ein italienischer Geiger, Dirigent und Komponist.

## Leben
Gaspare Abbati wuchs in Foligno auf. 1847 studierte er an der Accademia di Santa Cecilia in Rom. In den folgenden Jahren leitete er diverse Opernaufführungen in verschiedenen italienischen Städten, so am 22. Januar 1847 Verdis I lombardi am Teatro Foligno und in der Karnevalssaison 1848 in Rieti eine Aufführung der Oper Nabucco von Giuseppe Verdi. Am 16. Juli 1848 erlangte er sein Diplom als Violinist. Er war Mitglied der Congregazione ed Accademia di Santa Cecilia und der Filarmonica di Ferrara.  Von 1848 bis 1852 arbeitete er als Violinlehrer. Am 1. Januar 1859 leitete er als  Dirigent eine Aufführung der Oper Stella di Napoli von Giovanni Pacini am  Teatro Apollo in Foligno. Ab 1862 war er Dirigent des Städtischen Orchesters in Foligno. Acht Jahre vor seinem Tod erkrankte er schwer. Dies schränkte ihn sehr in seinen musikalischen Aktivitäten ein.

## Gedenken
- Brazilio Itibere da Cunha widmete „seinem Freund“ Abbati 1882 eine Transkription des Moment musical op. 94 Nr. 3 von Franz Schubert für Violine und Klavier.[5]
- An seinem dritten Todestag am 23. März 1888 wurde in der Kirche San Agostino in Foligno eine Messa funebre von Giuseppe Capodaqua aufgeführt. Von der Veranstaltung wurde in der Gazetta musicale di Milano berichtet.[1]

## Werke (Auswahl)
Gaspare Abbati komponierte neben einem Streichqauertett, Messen, Vespern, eine große Sinfonie und diverse Instrumentalstücke.
- A Pio IX., coro musicato dal m. Sig. Gaspare Abbati e donato all'orchestra e cantanti di Fuligno, Text: F. Benaducci[7]
- Ave Maria für Tenor, Klavier und Cello, 1850
- Concertone für Klarinette, Trompete, Posaune und Orchester[8]
- Fantasie für Violine mit Klavierbegleitung über Motive der Oper Aroldo von Giuseppe Verdi[9]
- Fantasie für Violine mit Klavierbegleitung über Motive der Oper Luisa Miller von Giuseppe Verdi[10]
- La pervinca, Mazurka brillante per pianoforte, F. Lucca, Mailand, 1866[11]
- Settimino [Septett] für Flöte, Oboe, Klarinette, Fagott, Trompete, Horn und Posaune mit Begleitung eines großen Orchesters, der Congregazione ed Accademia di Santa Cecilia und der Filarmonica di Ferrara gewidmet[12]
- Streichquartett, Giovanni Canti, Mailand[13]
- Album musicale di pessi originali e caratteristici für Violine und Klavier, Genesio Venturini, Florenz I  La Solitudine della Forosetta. Idillio II Selvaggia. Notturno romantica III Non mi obiare. Melodia sentimentale
- La Preghiera für Violoncello, Genesio Venturini, Florenz